# Sibogasyrinx pyramidalis
Sibogasyrinx pyramidalis é uma espécie de gastrópode do gênero Sibogasyrinx, pertencente a família Cochlespiridae.